# La Barranca
La Barranca es una banda mexicana de rock, formada en 1994 por José Manuel Aguilera y Federico Fong, quienes habían participado antes en grupos como Sangre Asteka y Caifanes, entre otros. 

## Historia

### El Origen (1994)
La Barranca surge de manera informal a finales de 1994 cuando el guitarrista José Manuel Aguilera y el bajista Federico Fong se juntan en la Ciudad de México para grabar algunas canciones en una grabadora de cinta de 4 canales. Las canciones ahí grabadas (Al Final de la Playa, Los Muertos, El Sur y Tu Boca) señalan a los músicos la posibilidad de una ruta nueva, de un sonido diferente que los impulsa a trabajar más piezas en esa dirección.
José Manuel y Federico habían tocado juntos por primera vez en un escenario al lado del Doctor Fanatik en 1992, en un proyecto de música y performance llamado La Suciedad de las Sirvientas Puercas. De corta duración, este proyecto también representó la posibilidad de tocar con el baterista Alfonso André, con quien ambos ya habían trabajado por separado en diferentes ocasiones.
Al concluir esta banda, José Manuel invita a Federico a colaborar con Sangre Asteka, grupo con el que había grabado un disco homónimo en 1990, al lado del acordeonista Humberto Álvarez, y al que se incorpora Federico para darle vida en los escenarios. José Manuel y Alfonso André también continúan viéndose a veces y hacen música como dúo, aunque sin presentarse nunca en vivo.
Federico colabora así con Sangre Asteka hasta finales del 93. Pero el contacto con José Manuel permanece y es así que, tras la disolución de Sangre Asteka en el 94, los músicos se juntan para trabajar ese grupo original de canciones.
A éstas se suman algunas otras que Aguilera había desarrollado por su cuenta en las etapas finales y posteriores a Sangre Asteka, entre las que se encontraban La Barranca y El Síndrome. Tras un periodo de composición que arroja temas como Reptil, Quémate lento y Esa madrugada Aguilera y Fong han acumulado suficiente material como para grabar un disco y se abocan a esta tarea. Aun así no tienen nombre para esta grabación ni para el grupo, ni se han presentado en vivo. Para la realización de este disco era necesario encontrar a un baterista. Tras varios intentos y pruebas, José Manuel y Federico acaban por decidirse por su conocido colega, Alfonso André, quien se integra a la música de manera natural y entusiasta, dándole a estas piezas el ingrediente final para que cobren vida. Es así como se embarcan en la producción de lo que sería El fuego de la noche.

### Primeros años (1994 - 2000)
La grabación de El fuego de la noche se realiza en Guadalajara durante la Semana Santa de 1995. Es ahí cuando, a sugerencia de Alfonso, la banda decide adoptar como nombre el de una de las canciones grabadas ese fin de semana, una que los convence de haber dado vida a una nueva entidad musical: La Barranca.
Es con este nombre como se presentan finalmente en el escenario del Bar Mata, en el centro de la Ciudad de México, en septiembre de 1995.
El proceso de terminación del disco es prolongado y aparecerá hasta mediados del 96. Para entonces los músicos han incorporado algunas piezas más, entre ellas El Alacrán, para la cual invitan a colaborar al violinista Jorge Cox Gaitán. Cox graba también partes de violín en Akumal, otra de las piezas del disco y, cada vez que es posible, acompaña a La Barranca en el escenario. Algo similar sucede con la cantantes Cecilia Toussaint, quien graba varias armonías y arreglos vocales para el disco y es también frecuente invitada en las presentaciones en vivo de la banda.
A su salida, El Fuego de la Noche recibe incontables reconocimientos y nominaciones. Es considerado como el mejor disco del año por la crítica de la publicación angelina La Banda Elástica. En México su impacto es similar, y las revistas especializadas de la época lo incluyen unánimemente entre los mejores de ese año y a La Barranca como grupo revelación. Algunos años después el disco será también considerado entre los 50 mejores del rock en español, tanto por la revista La Banda Elástica, como por Switch de México.
Pero es la relación que establece el disco con el público y el efecto que tiene para la banda, como la piedra inicial de su trayectoria, la que lo vuelve aún más especial. El Fuego de la Noche es también pionero en la producción independiente pues pese a licenciarlo después a varias compañías, la producción original del mismo es realizada por el propio grupo para el sello independiente Opción Sónica, hoy extinto.
Antes de la salida del disco José Manuel y Federico son invitados por Alfonso André y Saúl Hernández para grabar un disco en Los Ángeles de lo que sería una nueva banda llamada Jaguares. Los músicos aceptan la invitación a condición de continuar paralelamente con su trabajo con La Barranca. El resultado de esta grabación es "El equilibrio de los jaguares", disco debut de la banda que aparece en septiembre de 1996.
Tras hacer giras por México y Estados Unidos en apoyo de ambos trabajos, y ya en 1997 Aguilera y Fong deciden continuar exclusivamente con La Barranca. Para entonces se ha integrado formalmente a la banda Cox Gaitan. Y es así, como cuarteto, que la banda graba su segunda producción: Tempestad.
El disco se graba en la Ciudad de México en 1997 para BMG-Ariola. Aparecen en él las piezas primigenias de la asociación Aguilera–Fong, Al final de la playa y Los muertos. Pero a estas se unen muchas más, compuestas específicamente para el disco, entre las que están Tempestad, Como una sombra, La caída y Día negro. Esta última recibe, por única vez, cierta difusión radial e incluso genera un video. Acaba siendo una de las piezas más conocidas del grupo.
El disco es reconocido como Mejor del Año por la revista La Mosca, quien años más tarde lo incluiría también como uno de los primeros discos mexicanos en su sección central, La Nueva Música Clásica. Pero el reconocimiento al disco se expande por todas las publicaciones. A mediados del 98, el sencillo Día Negro, da pie a un maxisencillo homónimo, Día Negro e incluye varias versiones remezcladas por Aleks Syntek. La Barranca empieza entonces a realizar viajes al extranjero.
A mediados del 99 el grupo se embarca en su tercera producción, de nueva cuenta independiente y como trío, llamada Rueda de los tiempos. El disco incorpora toda una variada gama de instrumentos a los arreglos, desde pianos hasta loops electrónicos, lo que le imprime diversidad a cada una de las piezas. Entre estas, algunas se vuelven definitivas en las presentaciones en vivo de la banda: Llueve, Paraíso Elemental, Estallido Interno y el danzón La Fuga de Rubén.
El disco nuevamente acumula reseñas favorables y La Barranca se establece como una referencia en el rock hecho en México. Entre la larga lista de créditos, aparece el nombre de Alejandro Otaola, guitarrista del grupo Santa Sabina, quien desde hace algunos meses había venido colaborando con la banda en sus presentaciones en vivo. José Manuel y Alejandro habían coincidido en el escenario en algunas presentaciones de ambas bandas, y de ahí había surgido el interés por trabajar juntos.

### Los muchachos (2001 - 2006)
En el 2001 La Barranca hace una pausa. Federico se va a radicar al extranjero y Aguilera edita un disco de música instrumental, Yendo al cine solo. Para las presentaciones en vivo del mismo se conforma una banda con algunos de los participantes en el disco, entre los que está el propio Otaola, José María Arreola en la batería (quien había estado alternándose en las presentaciones en vivo de La Barranca con Alfonso André, desde la salida de Rueda de los Tiempos) y su hermano Alonso Arreola en el bajo.
Es con esta formación de cuarteto con la que La Barranca entra al estudio para continuar su trayectoria, en una segunda reinvención.
Así graban Denzura en el 2003, al que le sigue en 2004 un EP de distribución exclusiva a domicilio vía internet llamado Cielo Protector. Ambos trabajos, de alguna manera relacionados, continúan desarrollando las búsquedas y hallazgos de La Barranca, e incorporan las aportaciones musicales de los nuevos integrantes. De ahí se desprenderían un par de videos (entre ellos el de Animal en Extinción, que contó con la participación del actor Daniel Jiménez Cacho).
Con Denzura y Cielo Protector, el grupo decide intentar un experimento, una técnica de promoción basada en la tecnología multimedia e internet: un interactivo para PC contenido en el disco Denzura y un sitio especial de descargas exclusivas para quienes adquirieran el EP Cielo Protector.
Los discos continúan generando respuestas altamente positivas en los medios especializados. La Barranca visita ciudades de México y Estados Unidos y viaja a Francia. Con los hermanos Arreola y Álex Otaola, La Barranca adquiere una nueva continuidad y sus presentaciones en vivo se convierten en plataforma para el virtuosismo instrumental de sus integrantes.
En 2005, con esta misma formación, graban El Fluir en el estudio El Cielo de la ciudad de Monterrey. El disco es grabado parcialmente en vivo dentro del estudio, con un mínimo de elementos adicionales. Considerado entre los 10 mejores del año por la revista Rolling Stone y como el Mejor del año por La Mosca, del disco se desprenden temas como Zafiro, El fluir, Ser un destello y Por donde pasas, que rápidamente son incorporadas al repertorio en vivo de la banda. También está incluido el tema Paré de sufrir, del que se graba un video.
La Barranca se presenta en el Festival México Now, en la ciudad de Nueva York y también participa como invitada a la FIL en Guadalajara.
En 2006 la banda hace de nuevo una pausa, Alejandro Otaola, Alonso y José María Arreola salen de la banda debido a "diferencias creativas" (JMA ya había pensado en regresar a La Barraca "original"). Otaola edita su disco "Fractales"; mientras que Alonso también lanza "LabA: Música Horizontal".

### Vuelve la vieja guardia (2007 - 2012)
En el 2007, Alfonso André y Federico Fong retornan a La Barranca para una tercera reinvención de la misma. Así, nuevamente como trío y de manera independiente, el grupo se reúne en el Submarino del Aire, estudio de larga trascendencia para ellos donde han sido grabados los discos Tempestad, Rueda de los Tiempos, Denzura y Cielo Protector.
En 2008 La Barranca edita  Providencia, el séptimo disco del grupo, en estrecha colaboración con Eduardo del Águila, responsable y coproductor de los tres últimos discos de La Barranca. Providencia es un nuevo capítulo en su discografía que marca diferentes rutas sonoras. El disco se presenta primero en el S.O.B.'s de la ciudad de Nueva York y luego en dos exitosos conciertos en los teatros Diana, de Guadalajara, y Metropolitan, de la Ciudad de México.
En el 2009 La Barranca escribe la música original para la película muda de 1925, El Fantasma de la Opera, de Rupert Julian. La música se presenta con éxito absoluto y llenos totales dentro del ciclo “Bandas Sonoras” de la Cineteca Nacional. 
En el 2010, cuando la banda cumple 15 años de trayectoria, La Barranca entra de nuevo al estudio para producir Piedad ciudad, su disco más ambicioso y contundente, en el que participan ya como parte de la banda Adolfo Romero en las guitarras y Navi Naas compartiendo baterías con Alfonso André. El disco es ilustrado con el magnífico cuadro de Pedro Friedeberg “Ciudad de Naranjas”. El primer sencillo que se desprende es La Lengua del Alma del que se filma un video. Piedad Ciudad se presenta en agosto en el teatro Metropolitan de la Ciudad de México y luego en el Teatro Diana de Guadalajara, así como en el Teatro Alameda de San Luis Potosí. Posteriormente viajan con el mismo disco a Estados Unidos y otras ciudades del interior. 
En mayo de 2011 se presentan en el escenario Indio del Festival Vive Latino con gran éxito. Para julio se lleva a cabo la presentación del video del segundo sencillo, En el fondo de tus Sueños, durante un concierto realizado en el centro de espectáculos Voilá. Ese mismo año tienen una participación en el programa Sesiones de Reactor que se transmitió por la estación de radio Reactor 105.7 y por el canal de televisión Once TV México. Cerraron el 2011 con presentaciones en pequeños clubes y bares, siendo la última de estas el 2 de diciembre en el bar Pasagüero ubicado en el corazón de la Ciudad de México.
En 2012 la banda regresa a Guadalajara y se presenta en el Teatro Diana con un concierto acústico-eléctrico. También son invitados al Festival Internacional 5 de mayo, donde se presentan en el mes de abril. En agosto tocan en el Plaza Condesa de la Ciudad de México también con un concierto acústico-eléctrico. Esa noche, además de dar la bienvenida a Enrique Castro quien se une al grupo tocando la marimba electrónica y percusiones, la banda también aprovecha para presentar algunas de las canciones que serán parte de su nuevo material discográfico (para esas fechas aún en proceso). En octubre se presentan en el Centro Cultural Mexiquense Bicentenario y regresan a Jalisco para tocar en el Quinto Festival de la cerveza en Zapopan. Su última presentación del año (y del ciclo de Piedad Ciudad) es en el mes de noviembre en el Centro Cultural España dentro del marco de la presentación del libro “100 discos esenciales del Rock Mexicano. Antes de que nos olviden”. Después de esto la banda se dedica a la conclusión de su siguiente material discográfico.

### Eclipse de memoria (2013-2014)
A finales de marzo de 2013 la banda anuncia en su página oficial la salida de Eclipse de memoria, su nuevo disco. Días más tarde también anuncia las fechas de presentación del mismo: 6 de junio en el Teatro de la Ciudad (México DF) y 5 de julio en el Teatro Diana de Guadalajara. El disco sale a la venta a todo el público el día 17 de mayo, aunque oficialmente en el DF el disco estuvo disponible un día antes mediante un evento con firma de autógrafos por parte de los miembros de la banda en un conocido foro de la colonia Roma. Además se anuncian nuevas fechas para la presentación del disco, los días 14 y 22 de junio en Querétaro y Toluca respectivamente.
Durante los siguientes meses continúan con la presentación del disco, además vuelven a musicalizar "El fantasma de la opera". En 2014 editan la versión en vinyl de Eclipse de memoria, el cual se puede adquirir a través de su página oficial o en el marco de sus presentaciones en vivo. Posteriormente se han presentado en Puebla, Morelos, Jalisco y otros estados de la república, en algunas ocasiones compartiendo el escenario con "Forseps". Así mismo José Manuel Aguilera ha continuado presentando material en solitario.

### Fatális (2015-2016)
En 2015 la banda cumple 20 años, para lo cual han preparado la gira "El fuego de la memoria" (un juego de palabras que hace alusión a los nombres de su primer y último discos) en la que se incluyen ciudades como Querétaro, México D.F. y algunas ciudades de Estados Unidos. Como parte de los festejos de su vigésimo aniversario la banda también planea editar la versión en vinyl de "El fuego de la noche" y grabar un nuevo disco, Fatális con la música que han compuesto para acompañar a la película muda "El fantasma de la ópera".

### Lo eterno (2017-2019)

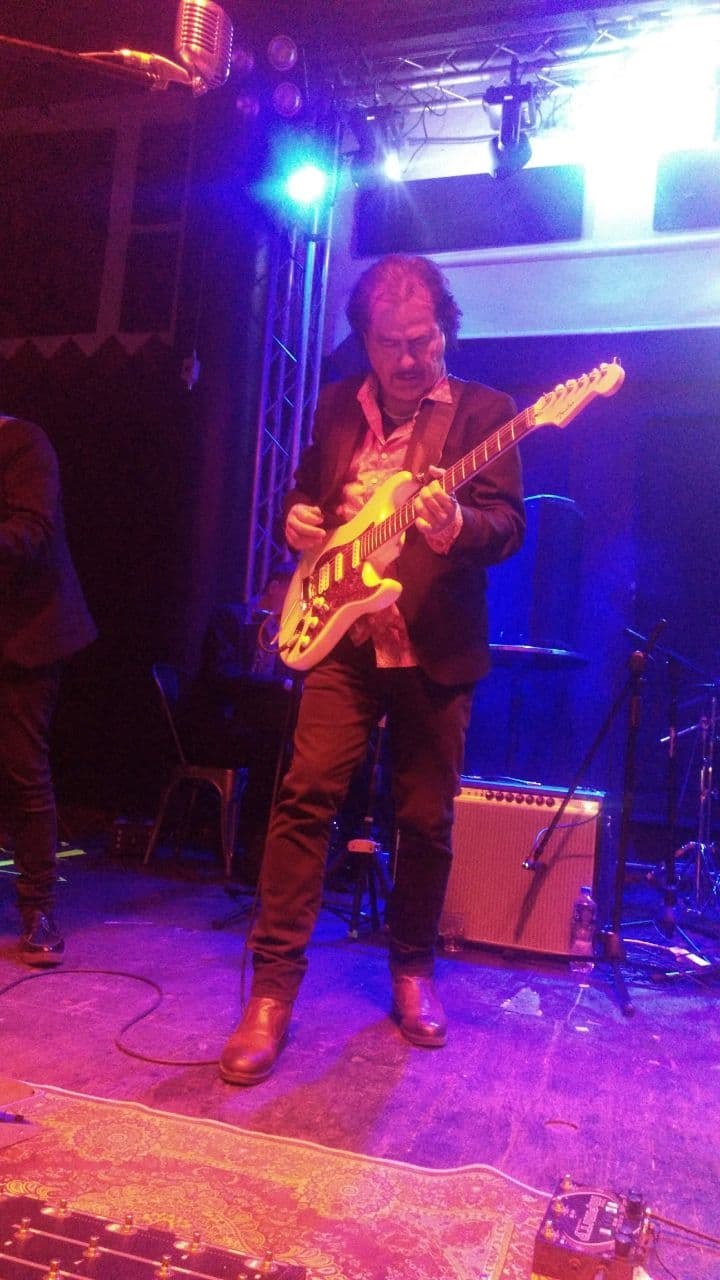
Aguilera en el concierto de fin de año del 2018

A mediados del año 2017 se corrían bastantes rumores sobre el nuevo material musical que presentaría la banda, entre muchas expectativas finalmente se quedó como un rumor, hasta octubre de 2017 que publicaron sin previo aviso una nueva canción y sencillo: «Cuervos», a lo que los fanes reaccionaron positivamente.
Cuervos fue creada anteriormente e iba a ser publicada entre la segunda semana de septiembre del mismo año, sin embargo México sufrió una catástrofe el 19 de septiembre de 2017, un terremoto muy fuerte sacudió algunos estados del país, por lo que la publicación del sencillo se postergó hasta octubre.
Como fechas conmemorativas y finales de año La barranca anunció su última gira del año, tocando por primera vez en vivo su más reciente sencillo, «Cuervos». No fue hasta febrero de 2018 que se anunció el siguiente sencillo: «Brecha»,  parte del prometedor nuevo álbum "Lo eterno".
Ese mismo mes de febrero se dieron a conocer las fechas de estreno de su siguiente material, así mismo se publicaron la lista de canciones y la carátula del disco en iTunes. La salida del disco se  reprogramó inicialmente para el 22 de abril y posteriormente hasta el 8 de mayo (en tiendas y servicios digitales), sin embargo entre finales de abril y principios de mayo la banda dio varios conciertos en vivo, tocando un poco del nuevo material y haciendo una venta exclusiva del disco en esas semanas.

### Entre la niebla (2020 - 2022)
El 25 de noviembre de 2020, en su página oficial de Facebook, el grupo anunció las fechas para su nuevo trabajo material, así como las fechas de su presentación especial digital en el Teatro Diana de Guadalajara, esto por motivo de la situación que se vive a nivel mundial que en el mundo frente al COVID-19. Según comentó Aguilera, un plan de la agrupación para el 2020 era festejar los 25 años de vida. 
A mediados de 2020, ante las restricciones impuestas a la actividad musical de concierto por la pandemia global de COVID-19, la banda mexicana de rock La Barranca enfoca sus energías en la producción de un nuevo álbum de estudio. De esta manera completa una trilogía de producciones discográficas dadas a conocer en el 2020. con dos discos de versiones a piezas de su repertorio: Fragor, un álbum de versiones orquestales arregladas e interpretadas por la Banda Sinfónica de Aguascalientes; y Nocturno, un disco de remixes electrónicos a cargo de DJ Noorbac. Entre la Niebla cierra esta trilogía, y lo hace con 10 temas de música nueva, originales de José Manuel Aguilera.
Aunque echa mano de materiales, ideas, fragmentos de canciones e incluso montajes previos, el trabajo de Entre la Niebla inicia formalmente el 14 de abril de 2020. El grueso de la escritura tiene lugar en Valle de Bravo en los meses siguientes, casi en paralelo con el trabajo de arreglos, que se hace a distancia, compartiendo archivos digitalmente. Las bases del disco fueron grabadas en CDMX en la semana del 14 al 18 de septiembre; los pianos el 9 de octubre; instrumentos adicionales y voces se grabaron en los estudios personales de la banda en las semanas siguientes. En ningún punto del proceso estuvieron los cinco integrantes de La Barranca en el mismo espacio físico.
En 2020, La Barranca lanzó Fragor, un álbum que representa un hito en su discografía debido a su colaboración con la Banda Sinfónica Municipal de Aguascalientes. Este proyecto destaca por su fusión de rock y arreglos sinfónicos, ofreciendo una nueva interpretación de temas clásicos de la banda.
Fragor fue grabado parcialmente en vivo dentro del estudio, con un mínimo de elementos adicionales1. La colaboración con la Banda Sinfónica Municipal de Aguascalientes añadió una dimensión orquestal a las composiciones de La Barranca, enriqueciendo su sonido con la marimba e instrumentos de aliento2. El álbum incluye canciones que abarcan prácticamente toda la discografía de la banda, como “Animal en Extinción”, “San Miguel”, y "La Resistencia". Estos temas, ya significativos en su forma original, adquieren una nueva vida y profundidad con los arreglos sinfónicos.
Fragor ha sido bien recibido por los seguidores de La Barranca y la crítica, quienes han elogiado la capacidad de la banda para reinventar su música y explorar nuevos horizontes sonoros. La disponibilidad del álbum en todas las plataformas de streaming y en edición física ha permitido que su música llegue a una audiencia más amplia. Este álbum no solo refleja la versatilidad y la innovación de La Barranca, sino que también demuestra cómo la música rock puede dialogar y fusionarse con géneros tradicionalmente considerados distantes. Fragor es un testimonio de la búsqueda artística de la banda y su compromiso con la experimentación musical.

### Antimateria (2023-presente)
La Barranca, tuvo un año significativo en 2023, marcado por una serie de eventos y lanzamientos. Con casi tres décadas de trayectoria, la banda no solo celebró su 28.º aniversario, sino que también se mantuvo activa con presentaciones en vivo y la preparación de un nuevo álbum.
La Barranca realizó varias presentaciones a lo largo de 2023, incluyendo conciertos en San Luis Potosí, Guadalajara, y la Ciudad de México. Cada actuación ofreció un repertorio que combinaba clásicos con material nuevo. El 30 de diciembre de 2023, La Barranca despidió el año con un concierto en el Foro Hilvana. Durante esta velada, compartieron sencillos de estreno que serán parte de su nuevo álbum, previsto para 2024.
El anuncio de un nuevo álbum para 2024 ha generado gran expectativa entre los seguidores de La Barranca.

## Miembros

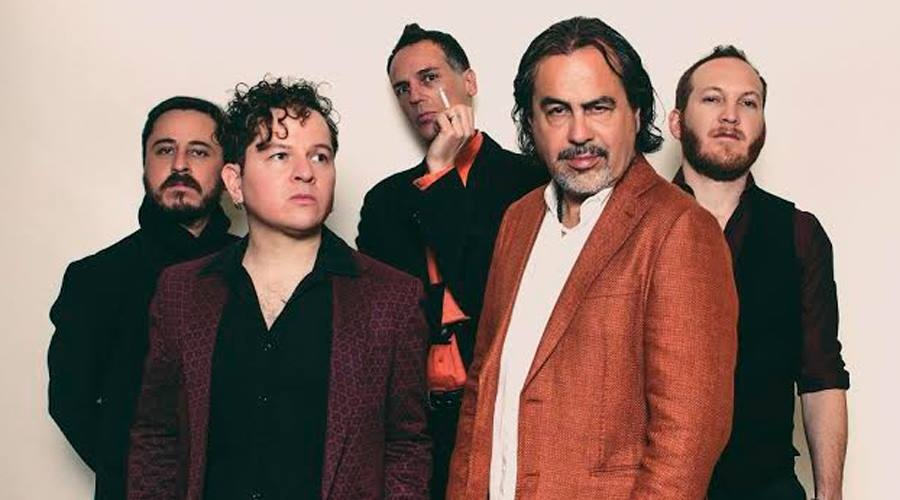
Miembros de La Barranca en 2018.

### Miembros actuales
- José Manuel Aguilera: Voz, guitarra lider (1994-presente)
- Ernick Romero: Bajo (2014-presente)
- Yann Zaragoza: Piano y shynts (2015-presente)
- Abraham Mendoza: Batería (2018-presente)
- Jorge Chacón: Guitarra ritmica, coros (2023-presente)

### Antiguos miembros
- Federico Fong: Bajo y piano/teclados (1994-2002, 2007-2014)
- Alonso Arreola: Bajo (2002-2007)
- Alfonso André: Batería (1994-2002, 2007-2018)
- José María Arreola: Batería (2002 - 2007)
- Navi Naas: Batería (2007 - 2018)
- Jorge "Cox" Gaitán: Violín (1997 - 2002, 2009 - 2012)
- Alejandro Otaola: Guitarra (2002 - 2007)
- Enrique Castro: Piano/teclados (2012 - 2014)
- Adolfo Romero: Guitarra, coros (2008 - 2023)

## Discografía

### Álbumes de estudio
| Año  | Título               | Discográfica                     |
| 1996 | El fuego de la noche | Opción Sónica                    |
| 1997 | Tempestad            | BMG Ariola                       |
| 2000 | Rueda de los tiempos | Discos Manicomio                 |
| 2003 | Denzura              | Mw Records                       |
| 2005 | El Fluir             | Fractal Récords                  |
| 2008 | Providencia          | U. de G.                         |
| 2008 | Construcción         | U. de G.                         |
| 2010 | Piedad ciudad        | Fonca                            |
| 2013 | Eclipse de memoria   | Fonarte Latino                   |
| 2015 | Fatális              | Fonarte Latino                   |
| 2018 | Lo eterno            | Fonarte Latino                   |
| 2020 | Entre la niebla      | Fonarte Latino                   |
| 2024 | Antimateria          | Editorial El Fuego de la Memoria |

### EP
| Año de lanzamiento | Título          | Discográfica |
| 1998               | Día negro       | BMG Ariola   |
| 2004               | Cielo protector | Sanborns     |

### Otros
| Año de lanzamiento | Título                                                      | Discográfica   |
| 2020               | Nocturno (Remixes por Noorbac)                              | Fonarte Latino |
| 2020               | Fragor (con la Banda Sinfónica Municipal de Aguascalientes) | Fonarte Latino |

### Sencillos
| Año de lanzamiento | Título              | Discográfica                |
| 2024               | Intacta             | Fonarte latino              |
| 2018               | Brecha              | Fonarte Latino              |
| 2017               | Cuervos             | Fonarte Latino              |
| 2003               | Animal en Extinción | Mw Records                  |
| 2003               | La Rosa             | Mw Records                  |
| 2000               | Llueve              | Universal-Mercury/Manicomio |
| 2000               | La fuga de Rubén    | Universal-Mercury/Manicomio |
| 1998               | Día Negro           | Universal                   |
| 1998               | Estallido Interno   | Universal                   |
| 1997               | La Caída            | Universal                   |

### En compilaciones
- Versión de «La banda del carro rojo» para el álbum tributo El más grande homenaje a los Los Tigres del Norte.
- Versión de «Perro en el Periférico» en el disco homenaje Ofrenda a Rockdrigo González. Volumen 1.
- «Animal en extinción» (de Denzura) aparece en la recopilación francesa Como un río loco. Le meilleur des musiques mexicaines d'aujourd'hui et Maná.